# نواف منيف
نواف منيف بن سليمان الرحيلي الحربي، مطرب سعودي، من مواليد المنطقة الشرقية في مدينة الثقبة المملكة العربية السعودية عام 1965م، ثم انتقل مع أهله إلى منطقة القصيم. له شعبية وقاعدة جماهيرية واسعة في دول الخليج.

## نبذة تعريفية عنه
الفنان نواف منيف، حباه الله بصوت شجي، ويمتاز أداؤه بالقوة والإحساس والتمكن العالي في الغناء، وذلك لإمكاناته الصوتية.
فنان أثرى الساحة بتمسكه بالفن الاصيل، والمحافظة عليه، حتى وإن تكالبت المعوقات، شق طريقه بيديه وبريشته وبألحانه، معتمداً على تقديم الكلمة الشعرية الوجدانية الراقية، بصوت ولحن غاية في العمق والإحساس والتعبير، يسافر بك بعيداً رغماً عنك... إلى بقاع تبحر بها مشاعرك، مع كل جملة لحنية أو كلمة شعرية يهمس بها...
ويعدُّ نواف منيف (ملحن) من الطراز الأول، حيث قام بتلحين معظم أغانيه، وهو ليس فقط هاوياً في العزف على العود، فقد درس الموسيقى في مصر بداية التسعينيات بين 1993م – 1995م.

## السيرة الفنية
كانت بدايته الفنية في الثمانينيات، حيث عرفه الجمهورعن طريق تقديمه الجلسات الشعبية، واشتهرت له العديد من الأغاني فيها، منها:
1- خلاص ما بيني وبينك صداقة. 2- ألا يازين. 3- تستاهلين القلب. 4- قالت علامك. 5- أنت والفرقى. 6- مادام الفكر. 7- إشاعة. 8- بعد الصداقة. 9- ياهاجري. 10- الله من قلب.11- على رسم القدر. 12- ياشين عيشة... وغيرها.
غير أن هذه الجلسات لم تقدم نواف منيف للجمهور بالشكل المطلوب، فقد كان تسجيلها غير واضح، وضعيف، وغير صافٍ، ومسرعاً في أغلب الأحيان، فلم يظهر الصوت الجميل للفنان نواف منيف ولا الأداء الأجمل.
أما بالنسبة إلى الألبومات الرسمية، فهو مقل بها، حيث له عشرة ألبومات، هي:
1- (بحر الشوق) عام 1992م.
2- (مراحب) عام 1996م.
3- (ظالم) عام 1997م.
4- (يابوي) عام 1998م.
5- (يارسول البشاير) عام 1998م.
6- (طول بعادك) عام 1999م.
7- (الأكيد) عام 2000م.
8- (صرخة الخاطر) عام 2000م.
9-(طلوع الشمس) عام 2001م.
10- (وين دنياك) عام 2002م.

## الألقاب التي أطلقت عليه
- أطلق الجمهور على الفنان نواف منيف ألقاباً مثل
- أمير الفن.
- أستاذ الطرب.
- صاحب الحنجرة الحزينة.

## نواف منيف والشعر
قد لا يعرف البعض، أن نواف منيف يكتب الشعر، وكما تألق في الفن الأصيل، تألق كذلك في الشعر، إلا أنه لا يعطي الشعر جانباً كبيراً من اهتمامه؛ فلا يعرف جمهوره من كتاباته الشعرية إلا القليل الذي غناه منها، على سبيل المثال:
```
يا ابن تركي علام الوقت مقفي علامه *** أتعبتنا الليالي والمسافة طويلة
```

```
بين قلبي وقلبه خوف مدري كرامه *** حظي اللي رماني في القلوب العليلة
```

وقوله:
```
خل العتب والملام *** خل تفكيرك كبير
```

```
هجر المحبة حرام *** هجر العشير العشير
```

## نواف منيف وأصالة الفن
الفنان والقدير نواف منيف يحرص على اختيار ما تشدو به حنجرته الذهبية من القصائد الشعرية، والكلمات الجميلة الراقية التي ترتقي بالذائقة، ثم يضفي عليها من ألحانه الطربية الأصيلة، وصوته وأدائه المعبّر، وإحساسه المرهف، مايظهر جمالها وحسنها، محافظاً على أصالته وأصالة الفن.

## نواف منيف والشهرة
لم يسعَ الفنان نواف منيف وراء الشهرة، والأضواء، والظهور الإعلامي، ولم يرد ذلك، كما يفعل غيره من الذين يلهثون وراء الشهرة، ويطلبونها، وإن كلفهم ذلك الكثير من التنازل، رغم توفر كل عوامل وأسباب النجاح والتميز لدى الفنان نواف منيف، ولعل ذلك هو السبب الذي أدى إلى عدم انتشار معرفة الناس به كما يستحق.

## الشعراء الذين غنى من أشعارهم
تعاون نواف منيف مع الكثير من شعراء الساحة الشعرية، من أبرزهم، وأشهرهم.
عبد العزيز بن سعود بن محمد بن عبد العزيز آل سعود(السامر)، خالد الفيصل، خالد بن سعود الكبير، سعد الخريجي، صالح أحمد خضير، عبد الرحمن العويس، أحمد عبد الحق، سعد بن دهيم السبيعي، عبدالإله المطرفي، عبد العزيز المتعب، عبد العزيز العبود، بداح العبلان، خلف المشعان، فالح الهاجري، ناصر القحطاني، محمد المرحوم، راشد بن جعيثن، علي عسيري، بندر الشدادي، خالد سالم، منيف الحمادي، راضي الرشيدي، سامي العنزي، وارث الطيب، سالم سيف الخالدي...وغيرهم.

## نواف منيف والبصمة الفنية
نجح الفنان نواف منيف في وضع بصمة فنية له في الفن الأصيل، من خلال أعماله الإبداعية الناجحة، والمتألقة، والتي ما زالت وستزال عالقة بأذهان جمهوره ومحبيه، لن ينسوها، وستبقى خالدة في ذاكرة التاريخ.

## نواف منيف والإعلام
عانى الفنان نواف منيف من تجاهل وسائل الإعلام له، فقد ظلمه الإعلام ولم يعطه حقه من الاهتمام.
له لقاء صحفي مع مجلة (قطوف) عام 1999م.
وله لقاء تلفزيوني مع قناة رواسي عام 2008م.

## الانقطاع المفاجئ
انقطع الفنان نواف منيف عن طرح ألبومات جديدة في الأسواق منذ عام 2003م وما زال حتى وقتنا الحاضر، وبشكل غريب، لايعرف أحد أسبابه، رغم استمرار عطائه الفني، وهو الذي كان في حالة نشاط فني ناجح، ويرجّح أن يكون سبب ذلك شركات الإنتاج الفني، ورغم هذا لايزال جمهور الفنان نواف منيف يسألون عنه ويتابعون أخباره على قدر ماستطاعوا، ويطالبونه بأن يعود كسابق عهده.